# Floripa Chess Open
El Floripa Chess Open es una competición absoluta de ajedrez, considerada el mayor torneo abierto de ajedrez de Brasil, que se realiza en la ciudad de Florianópolis. El torneo es absoluto permitiendo la participación de hombres y mujeres como elegibles para competir por este título.

## Historia
El Abierto de Ajedrez Floripa fue creado en enero de 2015. La primera edición tuvo lugar en el gimnasio Rosendo Lima del Instituto Estatal de Educación de Santa Catarina, y estuvo marcada por el fuerte calor dentro y fuera de los tableros, en una de las mayores olas de calor en la historia de Florianópolis. La competencia contó con 261 jugadores, y se consolidó en el escenario de los mayores torneos de ajedrez de Brasil. Lo ganó el GM uruguayo Andrés Rodríguez, con 8.5/10.

### VIII Abierto de Floripa 2022
Sabemos que el entorno del ajedrez está compuesto por jugadores, entrenadores, organizadores y árbitros, pero en la actualidad debemos agregar un nuevo miembro a esta enorme familia, y son los comentaristas, que son pilar fundamental en la masificación del ajedrez. Por eso, es importante conocerlos bien para saber cómo ven el juego desde una sala de stream.

### Jugadores notables
- Alexandr Fier
- Alexei Shirov
- Axel Bachmann
- Henrique Mecking
- Luis Paulo Supi
- Neuris Delgado Ramírez
- Krikor Mekhitarian

## Datos estadísticos
El torneo ofrece 90 minutos para cada jugador de ajedrez con 30 segundos añadidos por cada movimiento. Se realiza en Florianópolis, Santa Catarina en 10 rondas. Es un torneo tipo Suizo, que considera el cálculo de Elo Rating Nacional (EloN) y Elo Rating Internacional (EloI). Su Elo promedio es 1718.

## Lista de campeones
| Año  | campeones              | Vicecampeones          | Refs. |
| ---- | ---------------------- | ---------------------- | ----- |
| 2015 | Andrés Rodríguez       | Roberto Molina         |       |
| 2016 | Julio Granda Zúñiga    | Neuris Delgado Ramírez | [ 2 ] |
| 2017 | Axel Bachmann          | Alexei Shirov          | [ 3 ] |
| 2018 | Andrés Rodríguez       | Alexandr Fier          |       |
| 2019 | Alexandr Fier          | Julio Granda Zúñiga    |       |
| 2020 | Guillermo Vázquez (MI) | Neuris Delgado Ramírez |       |
| 2021 | Alexandr Fier          | Raven Sturt (MI)       | [ 4 ] |
| 2022 | Krikor Mekhitarian     | Hungaski Robert        | [ 5 ] |